# Ostrava
Ostrava (prije Moravská Ostrava, njem. Mährisch Ostrau) treći je po veličini grad u Češkoj Republici. Nalazi se na sjeveroistoku države na granici povijesnih regija Moravske i Češke Šleske. Kroz grad teče rijeka Odra (u nju se ulijevaju manje rijeke Opava, Ostravica i Lučina). Ostrava je centar metalurgije u Češkoj. Industrija se razvila na brojnim rudnim nalazištima i predstavlja najindustrijaliziraniji dio Češke.
Ostrava je do 18. st. bila malo naselje. 1753. otkrivena su velika nalazišta ugljena te počinje nagli razvoj grada. U 20. st. naglo se razvija industrija i dolaze mnogi doseljenici. Zbog velikog značenja industrije grad je razoren u 2. svj. ratu. Vađenje ugljena prestalo je 1994., ali je industrija i dalje ostala. Ostrava nema veliko turističko značenje. Turiste ipak privlači Muzej rudarstva i popularna ulica Stodolní s mnogo barova i bogatim noćnim životom.